# Mathias Hebo
Mathias Hebo Rasmussen (Hvidovre, 2 de agosto de 1995) é um futebolista profissional dinamarquês que atua como meia, atualmente defende o FC Fredericia.

## Carreira
Mathias Hebo fez parte do elenco da Seleção Dinamarquesa de Futebol nas Olimpíadas de 2016.